# Oaxo

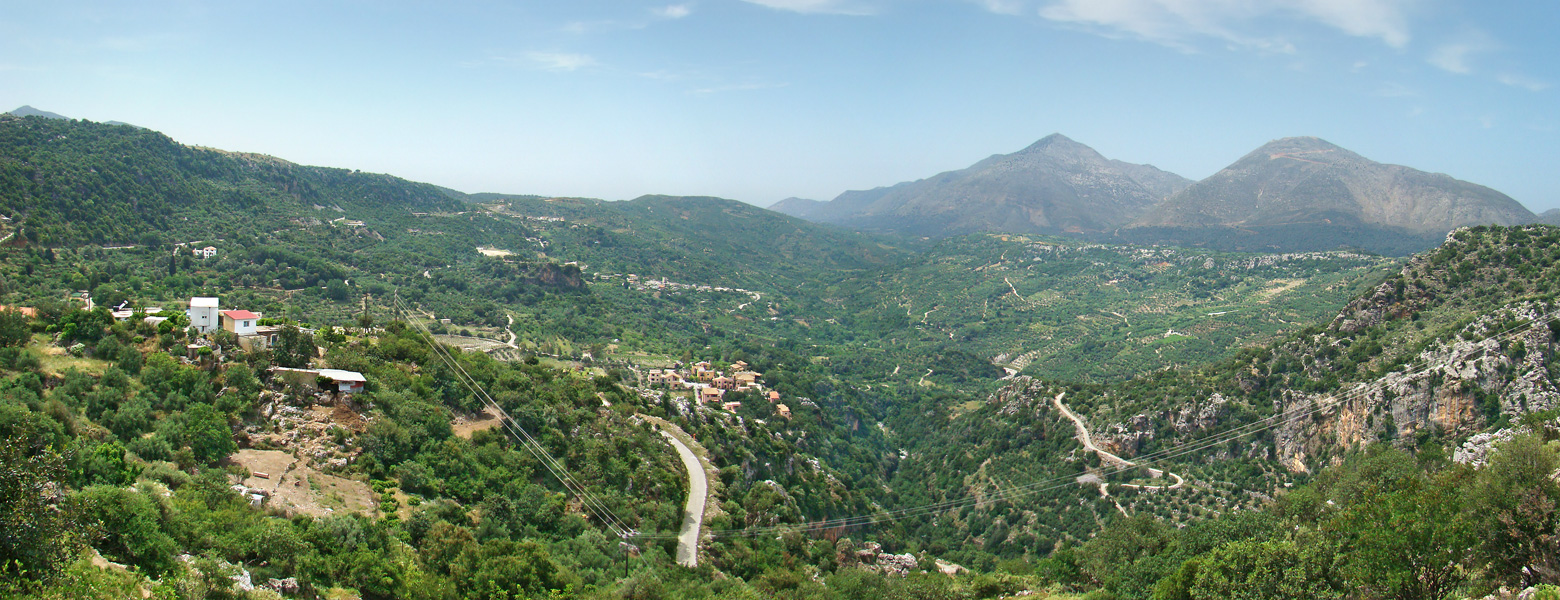
Paisagem da região de Axos

Oaxo (em latim: Oaxus; em grego: Ὄαξος) foi uma proeminente cidade cretense situada onde hoje é a atual vila de Axos que floresceu do período minoico recente/período geométrico até o período bizantino. Cacos, vasos de pedra, inscrições e muitas figurinhas de mulheres nuas, todos do período minoico, foram identificados em escavações realizadas em 1899 pela Escola Arqueológica Italiana.
Ao longo da história a cidade de Oaxo foi mencionada por famosos autores clássicos: Heródoto, Virgílio, Cícero, Estrabão, Apolônio de Rodes, Estêvão Visâncio e Cristóvão Buondelmonti. Segundo Estêvão Visâncio, Oaxo foi lar de Xenião, filho de Acálido, irmã de Minos. Heródoto menciona que a cidade era regida pelo rei Etearo e que esta era uma das mais importantes cidades de Creta, tendo grande papel no comércio marítimo. Na colina acima da vila de Axos está localizada a acrópole de Oaxo, assim como o Ândrio, templo grego dedicado à deusa Afrodite Astarte e o pritaneu da pólis; também foram identificados túmulos. Os escritos antigos identificados em enormes pedras incisas são possivelmente leis.
Nos período romano e bizantino a cidade prosperou, tendo se tornado um imponente episcopado, ostentando muitas igrejas.